# Радолиово
Радолѝово или Радулево (на гръцки: Ροδολίβος, Родоливос) е село в Република Гърция, център на дем Амфиполи, област Централна Македония.

## География
Селото е разположено в историко-географската област Зъхна на северозападния склон на планината Кушница (Пангео), в подножието на хълма Свети Атанас.

## История

### Етимология
Според Йордан Н. Иванов името е от личното име *Радолюб с гръцко изписване Ραδολύβ с късна наставка -ово.

### Средновековие
На хълма Зарунджо в Кушница, на 2 km източно от Радолиово са останките от ранносредновековна крепост.
Археологическите проучвания на територията на днешното село свидетелстват за наличието на живот през римската и ранновизантийската епоха, но данни за селището и преди всичко за името му, няма. Селото се появява за първи път във византийски документи от 1090 година като Ροδολίβος или Ραδολίβος, чийто славянски (български) произход е неоспорим. Името на селото се извежда от българското име Радослав – Радо, вероятно един от първите жители на селото или негов основател.
През Средновековието Радолиово е българско манастирско селище. В извлечение от кадастъра на манастира Ивирон от 1098 година се споменават главите на семействата: Козма, син на Акинт, внук на Владислав, Лазар, син на Йоан Сундия Сиромах и прочее. В два описа на същия манастир от 1316 и 1341 година се споменават български имена на жителите на селото Драган, Неда, Стан, Станул, Боил, Радка, Радил и други.
Обликът на жителите на Радолиово е претърпял изменения в две посоки – от една страна, елинизация на българите чрез смесени бракове и културна асимилация, от друга – постепенно увеличаване на гръцкия елемент чрез приток отвън. Тази картина е отразена по безспорен начин в съхранените документи, които свидетелстват за продължителността на процеса и устойчивостта на българския етнически елемент.

### В Османската империя
На базата на лични имена в поменик в Кушнишкия манастир, в който са записани и жители на Родоливос от началото на XVIII век, Стою Шишков и Йордан Попгеоргиев смятат, че по това време селото е българско.
През XIX век Радолиово е голямо село със смесено население, числящо се към Зъхненската каза на Серския санджак. Църквата „Успение Богородично“ е трикорабна базилика от XIX век.
Гръцка статистика от 1866 година показва Радоливос (Ροδολείβος) като село с 3750 жители гърци и 350 турци. В 1889 година Стефан Веркович (Топографическо-этнографическій очеркъ Македоніи) отбелязва Радоливос като село с 400 гръцки и 82 турски къщи.
Александър Синве („Les Grecs de l’Empire Ottoman. Etude Statistique et Ethnographique“), който се основава на гръцки данни, в 1878 година пише, че в Радоливос (Radolivos) живеят 360 гърци. В „Етнография на вилаетите Адрианопол, Монастир и Салоника“ издадена в Константинопол през 1878 година и отразяваща статистиката на населението от 1873 година Радулево (Radoulévo) е показано като село с 533 домакинства и 280 жители мюсюлмани и 1300 жители гърци. Според Георги Стрезов към 1891 година Радоливос е гръцко село. Според Васил Кънчов („Македония. Етнография и статистика“) в началото на XX век Радолиово има 300 жители турци и 2500 жители гърци. По данни на секретаря на Българската екзархия Димитър Мишев („La Macédoine et sa Population Chrétienne“) в 1905 година в Радоливос (Radolivos) има 3000 гърци.
При избухването на Балканската война в 1912 година един човек от Радолиово е доброволец в Македоно-одринското опълчение.

### В Гърция
През войната селото е освободено от части на българската армия, но остава в Гърция след Междусъюзническата война. През Първата световна война е окупирано от България.
Данни от март 1918 година сочат 2688 жители в Радулево. В 20-те години са заселени гърци бежанци от Турция. Според преброяването от 1928 година селото е смесено с 93 бежански семейства и 386 души.
Около 1920 – 1925 година в Радолиово е построена Зисидовата къща - къщата на големия търговец на тютюн Константинос Зисидис от Епир, която е седалище на дем Амфиполи. В 1994 година Кипарисевата къща в селото е обявена за паметник на културата.
От 1941 до 1944 година по време на Втората световна война селото отново е анексирано от България. За кмет на селището от 11 септември 1941 г. до 7 декември 1943 г. е назначен Иван Иванов от село Секирово, Пловдивско.
| Име                       | Име            | Ново име        | Ново име        | Описание                                                 |
| ------------------------- | -------------- | --------------- | --------------- | -------------------------------------------------------- |
| Кури                      | Κουρί Ράχες    | Рахи            | Ράχη            | връх в Кушница на И от Радолиово (973 m)                 |
| Зарунджо                  | Ζαρούντζο      | Калес           | Καλές           | връх в Кушница на ИЮИ от Радолиово                       |
| Фриаска                   | Φριάσκα        | Клапсиара       | Κλαψιάρα        | местност в Кушница на ЮИ от Радолиово                    |
| Узунджовас                | Ούζουντζόβας   | Мегало Рема     | Μεγάλο Ρέμα     | река в Кушница на ЮИ от Радолиово                        |
| Тепес                     | Τεπές          | Киноридес       | Κυνοριδές       |                                                          |
| Фраска                    | Φράσκα         | Родакинияс Рема | Ροδακινιάς Ρέμα | кушнишка река на Ю от Радолиово                          |
| Кория                     | Κουριά         | Каливия         | Καλύβια         | местност на ЮЗ от Радолиово                              |
| Зегнес                    | Ζέγνες         | Гнатос          | Γνάθος          | възвишение на ЗЮЗ от Радолиово и на И от Каратопрак      |
| Деве Баирия               | Ντεβέ Μπαΐρια  | Камила          | Καμήλα          | възвишение на З от Радолиово и на И от Здравик (225,8 m) |
| Гяур чешме                | Γκιαούρ Τσεσμέ | Врисула         | Βρυσούλα        | местност СЗ от Радолиово и Ю от Вълчища                  |
| Дразникас или Дразникадес | Ντραζνικάδες   | Асовос          | Άσβός           | местност на СЗ от Радолиово                              |
| Ланатариес                | Λααπαταριές    | Хортария        | Χορταριά        | местност на С от Радолиово                               |
| Фраска                    | Φράσκα Ράχη    | Родакиниес      | Ροδακινιές      | връх в Кушница на ЮИ от Радолиово                        |

## Личности
Родени в Радолиово
- Василиос Цувалдзис (? – 1909), гръцки андартски деец
- Григориос Евтимиу (? – 1917), гръцки андартски деец
- Димитриос Харисис, гръцки андартски деец
- Евангелос Стратис (1867 – 1927), виден серски общественик
- Леонидас Маламидис, гръцки андартски деец
- Орещи Ангелов, македоно-одрински опълченец, 24-годишен, тютюнджия, II клас, 2 рота на 10 прилепска дружина[24]